# Adriano Mantelli
Adriano Mantelli (13 de fevereiro de 1913 - 6 de maio de 1995, Florença, Itália) foi um aviador e designer aeronáutico italiano. Em 1929 participou numa competição aeronáutica e em 1931 começou a desenhar os seus próprios planadores. Com o despoletar da Guerra Civil Espanhola Mantelli voluntariou-se e foi combater como piloto de caças. Depois da Segunda Guerra Mundial continuou a pilotar e a desenhar aeronaves e planadores.